# جشنواره بین‌المللی فیلم کلگری

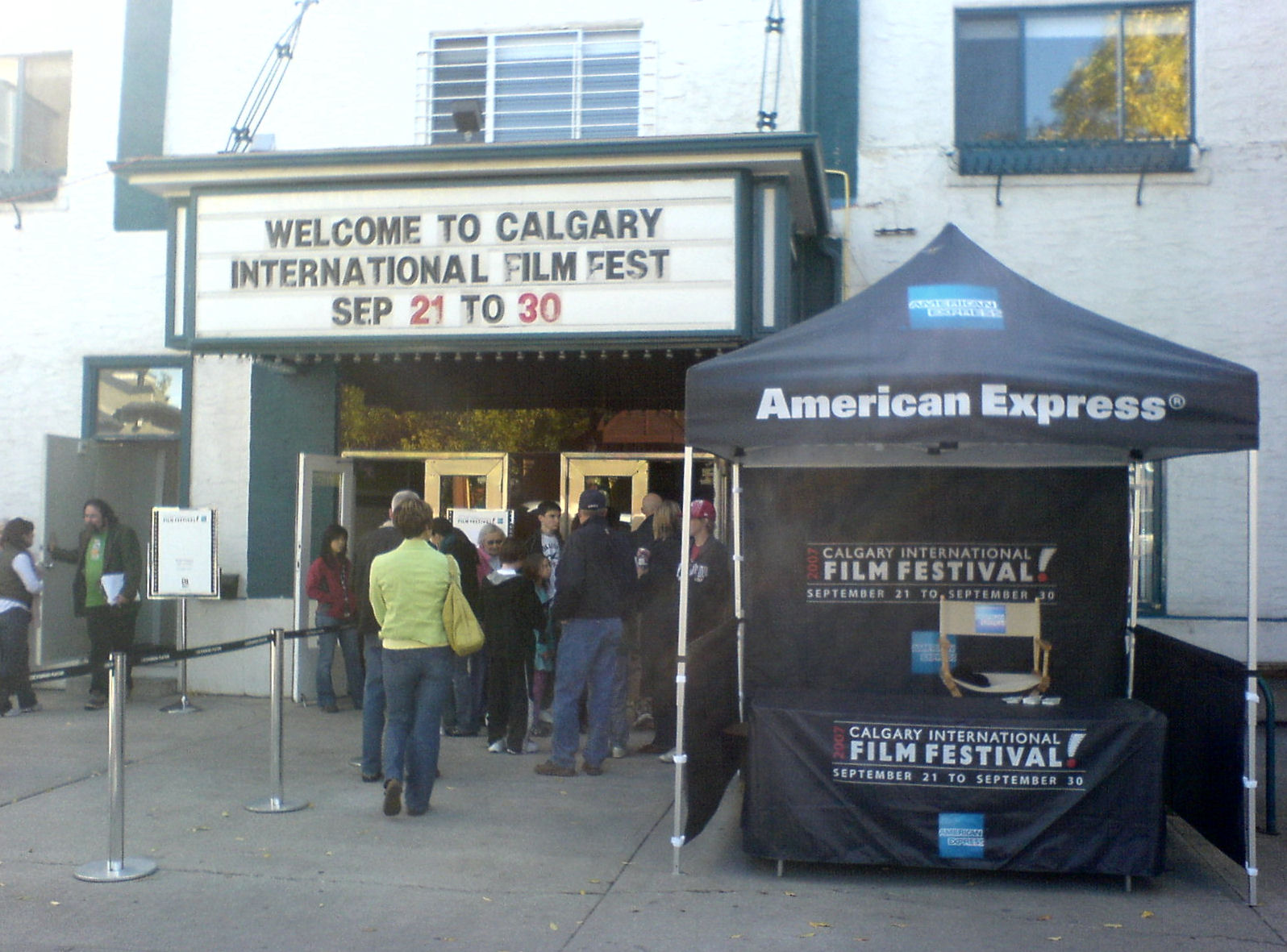
یکی از اماکن نمایش فیلم در جشنواره (۲۰۰۷)

جشنواره بین‌المللی فیلم کلگری (انگلیسی: Calgary International Film Festival) که به اختصار CIFF نامیده می‌شود؛ نام یک جشنوارهٔ بین‌المللی فیلم است که همه‌ساله در اواخر ماه سپتامبر و اوایل ماه اکتبر، در شهر کلگری واقع در استان آلبرتا در کشور کانادا برگزار می‌شود.